# Derek Warwick
Derek Stanley Arthur Warwick (Alresford, 27 agosto 1954) è un ex pilota automobilistico britannico, campione del mondo sportprototipi nel 1992 e, nello stesso anno, vincitore della 24 Ore di Le Mans.
La sua carriera è legata in particolare al mondo della Formula 1, categoria in cui ha corso per undici campionati, ottenendo come miglior risultato due secondi posti. Nonostante gli venisse riconosciuto un grande talento da parte della stampa specializzata, non è mai riuscito a finalizzarlo in quanto spesso si è ritrovato a guidare vetture non all'altezza o ha compiuto scelte sportive errate. Nel suo palmares figura anche il titolo di F3 inglese, vinto nel 1978.
Ricopre anche la carica di presidente del British Racing Drivers' Club.

## Carriera

### Formula 1
Warwick fece la sua apparizione nel 1981 con la poco competitiva Toleman, ma riuscì a qualificarsi solamente nell'ultima gara della stagione, il Gran Premio di Las Vegas, dove partì 22º, ma al 43º giro fu costretto al ritiro a causa di un problema al cambio. Nel 1982 l'inglese rimase alla Toleman; non andò oltre un decimo posto in Germania, ma fece segnare il giro più veloce in gara nel Gran Premio d'Olanda.
Finalmente nel 1983 Warwick conquistò buoni risultati (sempre in Toleman) con nove punti, ottenuti tutti nelle ultime quattro gare. Queste prestazioni gli valsero una chiamata per l'anno successivo dalla Renault. La stagione fu molto buona con la conquista del settimo posto in classifica finale, battendo il compagno di squadra Patrick Tambay, e ottenendo quattro podi. Il 1985 fu invece fortemente negativo, con soli cinque punti conquistati.

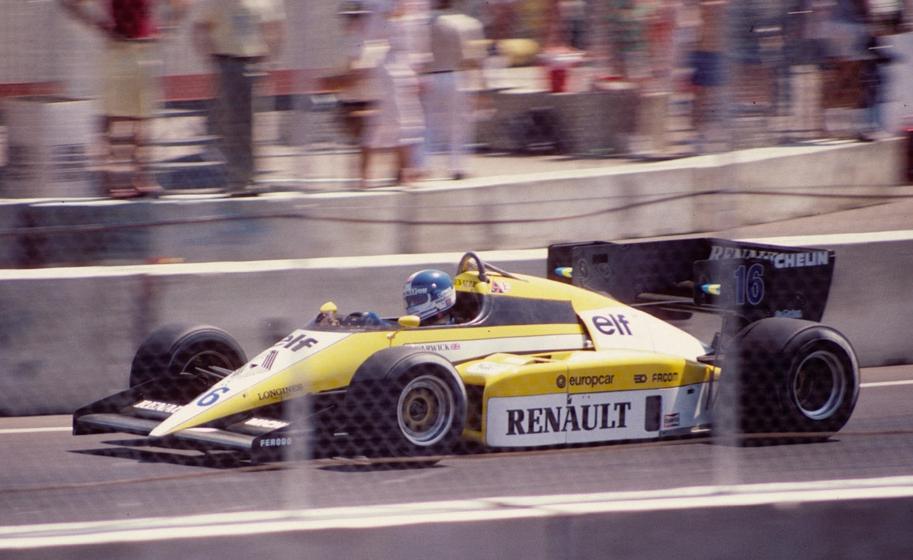
Warwick su Renault RE50 nel Gran Premio degli Stati Uniti d'America 1984

Con il ritiro della Renault, Warwick tentò di trovare posto alla Lotus, ma il suo ingaggio fu fortemente osteggiato dal primo pilota della scuderia inglese Ayrton Senna, tanto che alla fine gli fu preferito il meno titolato connazionale Johnny Dumfries. Nel 1986 Warwick passò alla Brabham, sostituendo lo sfortunato Elio De Angelis, deceduto durante un test privato in Francia. L'anno fu negativo, anche a causa di una vettura poco competitiva. Nel 1987 il pilota inglese cambiò ancora squadra passando alla Arrows, chiudendo la stagione con tre punti.
Rimase nella stessa scuderia anche l'anno successivo, nel quale conquistò la settima piazza finale e 17 punti, ottenuti grazie a vari piazzamenti. Rimasto alla Arrows anche nel 1989, Warwick conquistò sette punti, passando poi per la stagione seguente alla Lotus. Lo storico team inglese era però in netto declino e Warwick poté conquistare solamente tre punti; più che per i risultati conquistati, l'inglese si fece notare per uno spaventoso incidente a Monza, durante il primo giro.
Warwick, infatti, perse il controllo della vettura all'uscita della curva Parabolica ad oltre 250 km/h e andò a picchiare violentemente contro il guard-rail; dopo l'impatto, la macchina strisciò capovolta per parecchie decine di metri sull'asfalto, evitata per miracolo dalle vetture che seguivano, ma l'energia fu dissipata in modo graduale e il pilota inglese rimase totalmente incolume. Anzi, uscito da quel che restava della propria monoposto, si mise a correre nella pit-lane per salire sulla vettura di riserva, tra lo stupore generale, prendendo parte così alla ripartenza della corsa, interrotta subito dopo l'incidente.
Nel 1993 tornò in F1 alla Arrows (ora divenuta Footwork); al termine della stagione, chiusa con quattro punti, si ritirò definitivamente dalla Formula 1.

### Sport Prototipi
Warwick debuttò alla guida di vetture Sport Prototipo nel 1986, come pilota della Jaguar XJR-6.
Nel 1991 dopo alcune stagioni in F1 tornò nel Campionato del mondo sportprototipi guidando la Jaguar XJR-14. Nel 1992 fu ingaggiato dalla Peugeot per guidare la 905; con tale vettura divenne campione del mondo assieme a Yannick Dalmas, vincendo anche la 24 Ore di Le Mans in squadra con Yannick Dalmas e Mark Blundell.

## Statistiche

### Risultati completi in Formula 1
| 1981 | Scuderia | Vettura |  |  |  |    |    |    |    |    |    |    |    |    |    |    |     |  |  | Punti | Pos. |
| ---- | -------- | ------- |  |  |  | -- | -- | -- | -- | -- | -- | -- | -- | -- | -- | -- | --- |  |  | ----- | ---- |
| 1981 | Toleman  | TG181   |  |  |  | NQ | NQ | NQ | NQ | NQ | NQ | NQ | NQ | NQ | NQ | NQ | Rit |  |  | 0     |      |

| 1982 | Scuderia | Vettura        |     |    |     |     |     |    |  |  |     |     |    |    |     |     |     |     |  | Punti | Pos. |
| ---- | -------- | -------------- | --- | -- | --- | --- | --- | -- |  |  | --- | --- | -- | -- | --- | --- | --- | --- |  | ----- | ---- |
| 1982 | Toleman  | TG181C e TG183 | Rit | NQ | NPQ | Rit | Rit | NQ |  |  | Rit | Rit | 15 | 10 | Rit | Rit | Rit | Rit |  | 0     |      |

| 1983 | Scuderia | Vettura |   |     |     |     |     |   |     |     |     |     |     |   |   |   |   |  |  | Punti | Pos. |
| ---- | -------- | ------- | - | --- | --- | --- | --- | - | --- | --- | --- | --- | --- | - | - | - | - |  |  | ----- | ---- |
| 1983 | Toleman  | TG183B  | 8 | Rit | Rit | Rit | Rit | 7 | Rit | Rit | Rit | Rit | Rit | 4 | 6 | 5 | 4 |  |  | 9     | 14º  |

| 1984 | Scuderia | Vettura |     |   |   |   |     |     |     |     |     |   |   |     |     |     |    |     |  | Punti | Pos. |
| ---- | -------- | ------- | --- | - | - | - | --- | --- | --- | --- | --- | - | - | --- | --- | --- | -- | --- |  | ----- | ---- |
| 1984 | Renault  | RE50    | Rit | 3 | 2 | 4 | Rit | Rit | Rit | Rit | Rit | 2 | 3 | Rit | Rit | Rit | 11 | Rit |  | 23    | 7º   |

| 1985 | Scuderia | Vettura      |    |   |    |   |     |     |   |   |     |     |     |     |   |     |  |     |  | Punti | Pos. |
| ---- | -------- | ------------ | -- | - | -- | - | --- | --- | - | - | --- | --- | --- | --- | - | --- |  | --- |  | ----- | ---- |
| 1985 | Renault  | RE60 e RE60B | 10 | 7 | 10 | 5 | Rit | Rit | 7 | 5 | Rit | Rit | Rit | Rit | 6 | Rit |  | Rit |  | 5     | 14º  |

| 1986 | Scuderia | Vettura |  |  |  |  |  |     |    |   |   |   |     |    |     |     |     |     |  | Punti | Pos. |
| ---- | -------- | ------- |  |  |  |  |  | --- | -- | - | - | - | --- | -- | --- | --- | --- | --- |  | ----- | ---- |
| 1986 | Brabham  | BT55    |  |  |  |  |  | Rit | 10 | 9 | 8 | 7 | Rit | NP | Rit | Rit | Rit | Rit |  | 0     |      |

| 1987 | Scuderia | Vettura |     |    |     |     |     |     |   |     |   |     |     |    |    |     |    |     |  | Punti | Pos. |
| ---- | -------- | ------- | --- | -- | --- | --- | --- | --- | - | --- | - | --- | --- | -- | -- | --- | -- | --- |  | ----- | ---- |
| 1987 | Arrows   | A10     | Rit | 11 | Rit | Rit | Rit | Rit | 5 | Rit | 6 | Rit | Rit | 13 | 10 | Rit | 10 | Rit |  | 3     | 16º  |

| 1988 | Scuderia | Vettura |   |   |   |   |   |     |     |   |   |     |   |   |   |     |     |     |  | Punti | Pos. |
| ---- | -------- | ------- | - | - | - | - | - | --- | --- | - | - | --- | - | - | - | --- | --- | --- |  | ----- | ---- |
| 1988 | Arrows   | A10B    | 4 | 9 | 4 | 5 | 7 | Rit | Rit | 6 | 7 | Rit | 5 | 4 | 4 | Rit | Rit | Rit |  | 17    | 8º   |

| 1989 | Scuderia | Vettura |   |   |     |     |     |     |  |   |   |    |   |     |     |   |   |     |  | Punti | Pos. |
| ---- | -------- | ------- | - | - | --- | --- | --- | --- |  | - | - | -- | - | --- | --- | - | - | --- |  | ----- | ---- |
| 1989 | Arrows   | A11     | 5 | 5 | Rit | Rit | Rit | Rit |  | 9 | 6 | 10 | 6 | Rit | Rit | 9 | 6 | Rit |  | 7     | 10º  |

| 1990 | Scuderia | Vettura |     |     |   |     |   |    |    |     |   |   |    |     |     |     |     |     |  | Punti | Pos. |
| ---- | -------- | ------- | --- | --- | - | --- | - | -- | -- | --- | - | - | -- | --- | --- | --- | --- | --- |  | ----- | ---- |
| 1990 | Lotus    | 102     | Rit | Rit | 7 | Rit | 6 | 10 | 11 | Rit | 8 | 5 | 11 | Rit | Rit | Rit | Rit | Rit |  | 3     | 14º  |

| 1993 | Scuderia | Vettura      |   |   |     |     |    |     |    |    |   |    |   |     |     |    |    |    |  | Punti | Pos. |
| ---- | -------- | ------------ | - | - | --- | --- | -- | --- | -- | -- | - | -- | - | --- | --- | -- | -- | -- |  | ----- | ---- |
| 1993 | Footwork | FA13B e FA14 | 7 | 9 | Rit | Rit | 13 | Rit | 16 | 13 | 6 | 17 | 4 | Rit | Rit | 15 | 14 | 10 |  | 4     | 16º  |

| Legenda | 1º posto     | 2º posto | 3º posto    | A punti         | Senza punti/Non class.  | Grassetto – Pole position Corsivo – Giro più veloce |
| Legenda | Squalificato | Ritirato | Non partito | Non qualificato | Solo prove/Terzo pilota | Grassetto – Pole position Corsivo – Giro più veloce |

### Risultati WRC
| 1990 | Scuderia                      | Vettura          |  |  |  |  |  |  |  |  |  |  |  |     |  |  |  |  | Punti | Pos. |
| ---- | ----------------------------- | ---------------- |  |  |  |  |  |  |  |  |  |  |  | --- |  |  |  |  | ----- | ---- |
| 1990 | Subaru Technica International | Subaru Legacy RS |  |  |  |  |  |  |  |  |  |  |  | Rit |  |  |  |  | 0     |      |

| Legenda | 1º posto | 2º posto | 3º posto | A punti | Senza punti | Ritirato | Squalificato | NP=Non partito C=Gara cancellata | Apice=Power stage |

### Risultati BTCC
(Le gare in grassetto indicano la pole position; races in corsivo indicano il giro veloce.)
| Auno | Team                        | Auto              | 1         | 2         | 3        | 4         | 5        | 6         | 7        | 8        | 9        | 10        | 11        | 12       | 13       | 14        | 15       | 16        | 17       | 18        | 19       | 20        | 21        | 22        | 23        | 24        | 25       | 26       | Punti | Pos |
| ---- | --------------------------- | ----------------- | --------- | --------- | -------- | --------- | -------- | --------- | -------- | -------- | -------- | --------- | --------- | -------- | -------- | --------- | -------- | --------- | -------- | --------- | -------- | --------- | --------- | --------- | --------- | --------- | -------- | -------- | ----- | --- |
| 1995 | Alfa Romeo Old Spice Racing | Alfa Romeo 155 TS | DON 1 Rit | DON 2 Rit | BRH 1 12 | BRH 2 Rit | THR 1 12 | THR 2 Rit | SIL 1 16 | SIL 2 17 | OUL 1 NP | OUL 2 NP  | BRH 1 8   | BRH 2 11 | DON 1 13 | DON 2 Rit | SIL 1 9  | KNO 1 Rit | KNO 2 16 | BRH 1 8   | BRH 2 14 | SNE 1 Rit | SNE 2 13  | OUL 1 8   | OUL 2 Rit | SIL 1 8   | SIL 2 10 |          | 15    | 19º |
| 1997 | Vauxhall Sport              | Vauxhall Vectra   | DON 1 9   | DON 2 8   | SIL 1 8  | SIL 2 5   | THR 1 15 | THR 2 6   | BRH 1 10 | BRH 2 11 | OUL 1 11 | OUL 2 Rit | DON 1 Rit | DON 2 10 | CRO 1 7  | CRO 2 10  | KNO 1 9  | KNO 2 13  | SNE 1 11 | SNE 2 Rit | THR 1 9  | THR 2 8   | BRH 1 Rit | BRH 2 Rit | SIL 1 Rit | SIL 2 Rit |          |          | 33    | 14º |
| 1998 | Vauxhall Sport              | Vauxhall Vectra   | THR 1 12  | THR 2 5   | SIL 1 4  | SIL 2 6*  | DON 1 13 | DON 2 8   | BRH 1 11 | BRH 2 13 | OUL 1 11 | OUL 2 Rit | DON 1 SQ  | DON 2 3  | CRO 1 9  | CRO 2 12  | SNE 1 10 | SNE 2 Rit | THR 1 7  | THR 2 Rit | KNO 1 9  | KNO 2 1   | BRH 1 Rit | BRH 2 14  | OUL 1 10  | OUL 2 5*  | SIL 1 7  | SIL 2 10 | 70    | 9º  |